# مونبلييه (دائرة إدارية)
مونبلييه (بالفرنسية: Arrondissement de Montpellier)‏ هي دائرة إدارية فرنسية، في فرنسا، تقع في إيرو، بلغ عدد سكانها 675,919  نسمة وذلك حسب إحصائيات سنة 2015، عاصمتها مونبلييه.

## التقسيمات الإدارية
- Canton of Frontignan [الإنجليزية]‏
- Canton of Lunel [الإنجليزية]‏
- Canton of Mauguio [الإنجليزية]‏
- Canton of Mèze [الإنجليزية]‏
- Canton of Montpellier-1 [الإنجليزية]‏
- كانتون مونبيلييه-2 [الإنجليزية]‏
- كانتون مونبيلييه-3 [الإنجليزية]‏
- كانتون مونبيلييه-4 [الإنجليزية]‏
- كانتون مونبيلييه-5 [الإنجليزية]‏
- Canton of Montpellier - Castelnau-le-Lez [الإنجليزية]‏
- Canton of Lattes [الإنجليزية]‏
- Canton of Pignan [الإنجليزية]‏
- Canton of Saint-Gély-du-Fesc [الإنجليزية]‏
- Canton of Sète [الإنجليزية]‏.